# 運動系
運動系（うんどうけい、英: motor system）は、神経系のうち、全身の運動に関わる部分をいう。随意運動を司るとされる錐体路と、その他の錐体外路性運動系に大きく分けられる。ともに中枢は脳に含まれ、筋肉に直接作用して運動を起こすニューロンは脊髄前角の運動細胞（前角細胞）である（脳神経は除く）。運動系に含まれる一連の伝導路のうち、より中枢に近いことを上位、中枢から遠いことを下位と言う。狭義には前角細胞を下位運動ニューロン、それよりも上位の運動細胞をまとめて上位運動ニューロンと呼ぶ。いわゆる運動神経とは、運動系に属するニューロンを指す。

## 錐体路
延髄の錐体を通る経路は錐体路（pyramidal tract）または皮質脊髄路（corticospinal tract）と呼ばれ、随意運動の伝導路とされる。錐体路の中枢は大脳皮質のうち、中心前域と頭頂葉領域にあり、末梢は全身の骨格筋を支配して終わる。

### 解剖
錐体路をなす線維のうち、およそ3分の2は中心前域から、残りの3分の1は頭頂葉から起こる。それらの線維は大脳の下部に出て、中脳の大脳脚を作り、橋を貫いて錐体に至る。脳幹を通過する間に一部の線維は運動性脳神経の核に終わる。
- 動眼神経核、三叉神経運動核、顔面神経核の下部（額の筋を支配する）、疑核（迷走神経の運動核)には両側からの線維が入る。
- 外転神経核、顔面神経核の上部（額以外の顔面筋を支配する）、舌下神経核には対側からの線維が入る。
- 滑車神経核には同側からの線維が入る。

錐体を通過した線維の大部分は、錐体交叉と呼ばれる構造を作って対側の脊髄側索に入る。ただし、一部の線維は交叉しないで同側の脊髄前索を下る。交叉しなかった線維も、脊髄を出る前に白交連と呼ばれる部分を通って対側に行くので、錐体より中枢側から見れば、錐体交叉で交叉した線維と同様、対側を支配することになる。交叉した線維も交叉しなかった線維も、直接または介在ニューロンを挟んで脊髄前角の運動細胞に終わる。そこから出た線維は脊髄の前根に出て脊髄神経となり、四肢や体幹の骨格筋を支配する。

### 異常所見
錐体路のどこかに異常が生じると、錐体路徴候と呼ばれる身体所見が生じる。錐体路徴候とは次の4つである。
- 痙性麻痺
- 腱反射の亢進
- 病的反射（特にバビンスキー反射）の出現
- 腹壁反射の消失または減弱

## 錐体外路性運動系
運動系には錐体路に属しない経路もある。それらを錐体外路性運動系と総称する。錐体外路系などと呼ぶこともある。錐体外路性運動系は、随意運動が起こるとき、全身の筋をバランスよく動かして、運動を円滑にする。たとえば歩くとき、随意運動は足に起こっているが、「無意識に」腕を振ったり体幹をひねったりしてバランスをとる運動も同時に起こっている。このような調節は錐体外路性運動系が担う。

### 「錐体外路」について
錐体路が解剖学的な実体であるのに対して、「錐体外路」という神経路は解剖学的には実在しない。このことから、今日では医学臨床上の「錐体外路性疾患」という表現を除き、錐体外路という用語は不適切であるとして使用頻度が減りつつある。このような問題が生じたのは、錐体路に対立するものとして、大脳基底核から脊髄へ下行性の投射（つまり錐体外路）があると、以前考えられていた名残である。実際の「錐体外路性疾患」は大脳基底核の病変によって引き起こされるものであっても、大脳基底核からの出力の多くは大脳新皮質運動野を介して出力されることに留意するべきである。

### 解剖
錐体外路性運動系は脳のさまざまな部分が協調して統合しているので、どこが中枢かは必ずしも明確でない。特に重要と考えられている部分は、線条体、淡蒼球、中脳の赤核と黒質、そして小脳である。これらを含む数多くの経路が存在し、それらはニューロン環を形成して互いに連絡している。
上の核群に向かう線維は、おもに小脳から出て上小脳脚を通ってくる。また、大脳皮質からも若干の線維がこれらの核に入っている。意識に関わるとされる大脳皮質を錐体外路系に含めるかどうかには定説がない。
錐体外路性運動系の遠心路も、求心路と同様、さまざまである。もっとも重要とされるのが中心被蓋路である。これは線条体、淡蒼球、赤核、網様体、中脳水道周囲灰白質などに始まり、脳幹の被蓋（背側部分）を通って延髄のオリーブに入る経路である。オリーブから出た線維は下小脳脚を通って小脳に入り（オリーブ小脳路）、網様体などに出力される。網様体、赤核、前庭神経核などから出た線維が脊髄を下り、これらが直接には全身の運動を制御する。

### 異常所見
錐体外路性運動系の障害は、典型的には不随意運動を呈する。すなわち振戦、舞踏様運動、バリズム、アテトーゼ、ミオクローヌスなどである。ジストニアと呼ばれる姿勢の異常も錐体外路性運動系の障害による場合が多く、厳密には不随意運動ではないがやはり筋収縮の制御が乱れる現象である。錐体路障害では不随意運動が起こらないので、これは鑑別の手がかりになる。また錐体路障害で見られる腱反射の亢進、特にバビンスキー反射が、錐体外路性運動系の障害では現れない。